# 李则望
李则望（1920年—1993年9月21日），曾用名王金绶、李金裕、李则王，山西安泽人，中华人民共和国外交官。

## 生平
1937年参加山西牺牲救国同盟会，随即加入八路军。中华人民共和国成立后，调入中华人民共和国外交部工作，先后在驻赤塔总领事馆、驻苏联大使馆、外交部审干办公室、中共中央组织部外交外贸干部管理处任职。1957年起，历任驻苏联大使馆政务参赞、外交部第二亚洲司专员、外交部美洲澳洲司副司长、驻坦桑尼亚大使馆政务参赞。1973年3月，出任中华人民共和国驻匈牙利大使。1977年4月，出任中华人民共和国驻波兰大使。1983年4月，出任中华人民共和国驻罗马尼亚大使。1985年2月，出任中华人民共和国驻苏联大使。1987年7月，自驻苏联大使离任。
1993年9月21日，李则望在北京病逝，终年72岁。